# Tyske flygtninge i Danmark
Tyske flygtninge i Danmark er en film instrueret af Ole Berggreen, der også skrev manuskriptet.

## Handling
I de sidste måneder af 2. verdenskrig blev tyskerne drevet på flugt, og 200.000 af dem blev påtvunget Danmark ved den tyske besættelsesmagts foranstaltning. Ved kapitulationen overgik forsorgen af dem til de danske myndigheder, der sørgede for oprettelsen af isolerede flygtningelejre. Disse lejre kom i indtil 4 år til at tjene som hjem for de mange mennesker, og man ser i filmen, hvorledes livet levedes i en række flygtningelejre.